# Lotte Mariën
Lieselotte (Lotte) Mariën is een Vlaamse actrice.
Mariën studeerde in 2006 af aan het Herman Teirlinck Instituut in de woordkunst.
In 1990 is ze voor het eerst te zien in de videoclip "Knitiklaas", het sinterklaasliedje van Bart Peeters, samen met haar zus Frauke Mariën.
Intussen vertolkte ze reeds, van 1991 tot 2000, de rol van Mieke Van den Bossche in de VTM-televisiesoap Familie en stond ze in het theater in het seizoen 1992-1993 op de planken in de musical Annie van het Koninklijk Jeugdtheater en zong ze in 1995-1996 mee in The Sound of Music van het Koninklijk Ballet van Vlaanderen.
Van 2004 tot 2005 speelde ze twee seizoenen met fABULEUS in Johnnieboy. In Herman Teirlinck speelde ze in De loonsverhoging in 2005 en in Zijde in 2006.
Na haar afstuderen bewerkte ze een aantal stukken, waaronder Bij de buren - Gloria voor het gezelschap luxemburg, Zwanenzang en Eternal life voor De Eilandverkaveling.
Daarnaast had ze in 2008-2009 de rol van Babs in de telenovela LouisLouise. In 2013 vertolkt ze de rol van Claire Coombs in de fictieserie Albert II.